# Résolution 1267 du Conseil de sécurité des Nations unies
Membres permanents
- Chine
- États-Unis
- France
- Royaume-Uni
- Russie

Membres non permanents
- Argentine
- Bahrain
- Brésil
- Canada
- Gabon
- Gambie
- Malaisie
- Namibie
- Pays-Bas
- Slovénie

Résolution no 1266 Résolution no 1268
La résolution 1267 du Conseil de sécurité des Nations unies a été adoptée à l'unanimité le 15 octobre 1999. Après avoir rappelé les résolutions 1189 (en) (de 1998), 1193 (de 1998) et 1214 (de 1998) sur la situation en Afghanistan, le Conseil a désigné Oussama ben Laden et ses associés comme terroristes et a créé un régime de sanctions visant les individus et entités associés à Al-Qaida, à Oussama ben Laden et/ou aux talibans où qu'ils se trouvent,,.
Ce régime a depuis été réaffirmé et modifié par une douzaine de résolutions supplémentaires du Conseil de sécurité de l'ONU,. Il a également été affirmé que le régime de sanctions avait causé de graves difficultés au peuple afghan sous le régime des talibans à un moment où il dépendait fortement de l’aide alimentaire internationale. Depuis l'invasion américaine de l'Afghanistan en 2001, les sanctions ont été appliquées à des individus et à des organisations dans toutes les régions du monde.
Le régime de sanction est alors composé d'un comité du Conseil de sécurité de l'ONU, d'une « liste consolidée » de personnes et d'entités considérées comme étant associées à Al-Qaïda ou aux talibans, et des lois devant être adoptées au sein de chaque pays membre afin de mettre en œuvre les sanctions. Le Comité devait recevoir des rapports de chaque nation sur la façon dont les travaux se déroulent et devait être en mesure de modifier les conditions imposées à tout individu comme il l'entend.
Il n'y avait pas de droit de recours contre l'inscription sur la liste jusqu'en décembre 2006.

## Imposition des sanctions
Les deux premières résolutions du Conseil de sécurité, 1267 et 1333 (de 2000), ont été adoptées le 15 octobre 1999 et le 19 décembre 2000 respectivement. Elles ont été chaleureusement accueillis par l'ambassadeur d'Afghanistan qui n'était pas un représentant du régime taliban qui avait conquis 80 % de son pays,. Seule la Malaisie a exprimé des réserves sur leur efficacité et des inquiétudes quant aux conséquences humanitaires au point de s’abstenir lors de la deuxième résolution. Bien qu'il ait voté pour la deuxième résolution, le Royaume-Uni s'y est opposé en privé en raison de la situation humanitaire déjà désastreuse et de l'attente d'une réaction violente contre les organisations d'aide des Nations unies qui fournissent des secours dans le pays.
La première résolution faisait suite au régime de sanctions imposé par les États-Unis le 5 juillet 1999 par ordre exécutif, après que les responsables du renseignement aient trouvé de l'argent contrôlé par Ben Laden circulant dans les banques.
Les résolutions ont imposé une série d'exigences aux États membres ainsi qu'à l'Afghanistan en vertu du chapitre VII de la Charte des Nations unies. Le premier comprenait:
- Les talibans ne doivent pas permettre que le territoire sous leur contrôle soit utilisé pour l'entraînement terroriste.
- Les talibans doivent remettre Oussama Ben Laden aux autorités compétentes.
- Tous les pays doivent refuser l'autorisation de vol à tout aéronef exploité par les Taliban.
- Tous les pays doivent geler toutes les ressources financières qui pourraient profiter aux talibans.
- Tous les pays doivent faire un rapport dans les 30 jours sur les mesures qu'ils ont prises.

Des manifestations de colère ont eu lieu dans les bureaux de l'ONU à Kaboul le lendemain de l'imposition des sanctions. Le service postal international a été fermé. Un vol au-dessus de l'Iran transportant des fournitures pour Bagdad a été bloqué en octobre 2000, et un autre a été autorisé en Allemagne avec à bord des enfants malades.
La résolution de décembre 2000 a renforcé le régime de sanction et imposé des conditions supplémentaires:
- Les talibans doivent éliminer toute culture illicite de pavot à opium.
- Tous les pays doivent empêcher la vente de tout équipement militaire aux territoires contrôlés par les talibans.
- Tous les pays doivent empêcher la vente d'anhydride acétique (un produit chimique utilisé dans la production d'héroïne) aux territoires de l'Afghanistan contrôlés par les talibans.
- Tous les pays doivent restreindre l'entrée et le transit de tous les hauts fonctionnaires talibans sur leur territoire.
- Tous les bureaux d'Ariana Afghan Airlines doivent être fermés.

Le mois suivant, la BBC a rapporté que la liste établie par l'ONU des fonctionnaires contre lesquels les sanctions devaient être appliquées était inexacte et ne contenait aucun commandant militaire. De hauts responsables de l'ONU ont déclaré que les sanctions étaient totalement inappropriées en raison du chaos qu'elles causaient aux missions de secours à un moment de famine.
Peu de temps après, les talibans ont montré des signes de volonté de conclure un accord concernant Ben Laden malgré les dommages politiques que cela leur causerait. Ils avaient également considérablement réduit la culture de pavot à opium.
Le 30 juillet 2001, la résolution 1363 du Conseil de sécurité des Nations unies a créé une équipe de surveillance pour surveiller et aider à la mise en œuvre des mesures.

## Critiques
Le commissaire aux droits de l'homme du Conseil de l'Europe, Thomas Hammarberg, a déclaré en 2008 qu'il estimait que « les procédures arbitraires de liste noire des terroristes devaient maintenant être modifiées ». Il a déclaré qu'il pensait que les mesures avaient affecté un certain nombre de droits des personnes ciblées, y compris le droit à la vie privée, le droit à la propriété, le droit d'association, le droit de voyager ou la liberté de mouvement, et qu'il n'y avait aucune possibilité de faire appel ou même de connaître toutes les raisons de l'inscription sur la liste noire, ce qui élimine le droit à un recours effectif et à une procédure régulière.
Le rapporteur spécial des Nations unies sur la promotion et la protection des droits de l'homme, Martin Scheinin, a déclaré en 2008 que « les procédures d'inscription des terroristes ne répondaient pas aux exigences d'une procédure régulière d'un procès équitable ». Il a suggéré « d'introduire un organe d'examen indépendant composé d'experts indépendants, qui ferait partie de la procédure décisionnelle du Conseil de sécurité » ou même de supprimer le Comité 1267 et de renvoyer la question de l'inscription à la compétence du Comité contre le terrorisme, sur la base de la résolution 1373 (de 2001).
Le juge de la Cour fédérale canadienne, Russel Zinn, a écrit dans un jugement sur le cas d'Abousfian Abdelrazik (qui a été inscrit sur la liste en 2006) : « J'ajoute mon nom à ceux qui considèrent le régime du Comité 1267 comme un déni des recours juridiques de base et comme intenable au regard des principes. Il n'y a rien dans la procédure d'inscription ou de radiation de la liste qui reconnaît les principes de justice naturelle ou qui prévoit une équité procédurale de base. ... On peut difficilement dire que le processus du Comité 1267 satisfait à l'exigence d'indépendance et impartialité lorsque, comme cela semble être le cas de M. Abdelrazik, la nation qui demande l'inscription est l'un des membres de l'organe qui décide s'il faut inscrire ou, tout aussi important, retirer une personne de la liste. L'accusateur est également le juge. »

## Résolutions post-talibans
L'invasion américaine de l'Afghanistan a commencé en octobre 2001 à la suite d'une série d'ultimatums adressés aux talibans pour remettre Oussama Ben Laden qui, selon les États-Unis, était responsable des attentats du 11 septembre 2001. Le régime taliban a semblé annuler une décision prise par une réunion d'urgence de religieux afghans demandant à Ben Laden de partir volontairement, et a déclaré que ce serait une insulte à l'islam de le remettre sans aucune preuve réelle de culpabilité. Les forces anti-taliban ont repris le pays et un nouveau gouvernement a été mis en place sous la direction de Hamid Karzai en décembre 2001.
Le 15 janvier 2002, le Conseil de sécurité a levé les sanctions d'Ariana Afghan Airlines car elle n'était plus exploitée par les talibans en vertu de la résolution 1388 (en). Le lendemain, dans la résolution 1390, le Conseil a annulé toutes les autres restrictions de vol, mais a réitéré les sanctions financières et militaires contre les personnes associées aux talibans et a donné à tous les pays 90 jours pour rendre compte des mesures qu'ils prenaient.
Le 20 décembre 2002, le Conseil de sécurité, en vertu de la résolution 1452, a modifié le régime d'application afin que les pays puissent administrer leurs propres exemptions aux sanctions financières. Jusque-là, toutes les transactions financières impliquant une personne qui avait été désignée par le comité comme associé des talibans devaient être autorisées au cas par cas pour des raisons humanitaires. Cette résolution permettait aux pays de libérer des fonds pour ces personnes afin de payer la nourriture, le loyer, les médicaments, les impôts, les frais juridiques, etc.  Au Royaume-Uni, le régime des sanctions était suffisamment sévère pour que l’épouse d’une personne inscrite sur la liste ne puisse pas retirer suffisamment d’argent pour emmener ses enfants à la piscine.
Le mois suivant, dans la résolution 1455 (en), le Conseil de sécurité a rétabli le Groupe de contrôle et a rappelé à tous les pays qu'ils devraient appliquer les sanctions et rédiger des rapports.
Le 20 janvier 2003, le Conseil de sécurité a convoqué une réunion de haut niveau des ministres pour discuter de la lutte contre le terrorisme. La résolution 1456 (en) elle-même n'était que l'adoption d'une déclaration faite par les ministres, appelant à intensifier les efforts du Comité contre le terrorisme.
Le 30 janvier 2004, le Conseil de sécurité a adopté la résolution 1526 (de 2004) qui visait à renforcer le régime de sanction et exigeait que:
- Tous les pays devaient immédiatement geler toutes les ressources économiques qui pouvaient bénéficier directement ou indirectement à toute personne figurant sur la liste
- Tous les pays devaient empêcher l'entrée et le transit sur leur territoire des personnes figurant sur la liste
- Tous les pays qui ne l'avaient pas encore fait devaient soumettre leurs rapports avant le 31 mars

Le 29 juillet 2005, le Conseil de sécurité a adopté la résolution 1617 (en) (de 2005) officialisant la procédure d'inscription des individus sur la liste récapitulative.
Le 8 août 2006, le Conseil de sécurité a adopté la résolution 1699 (en) (de 2006) félicitant le rôle d'Interpol dans l'application des sanctions et priant le Secrétaire général de renforcer la coopération.

## Procédures d'inscription et de radiation
Conscient du problème du manque de normes minimales de preuve ou de transparence dans le processus d'inscription, et compte tenu du nombre relativement élevé d'individus sur la liste, le Bureau des affaires juridiques des Nations unies a commandé une étude sur la question.
Le rapport, publié en mars 2006, était purement théorique et ne faisait référence à aucun des cas. Tout en reconnaissant le fait que l'ONU était un organe supranational ne dépendant d'aucun des traités relatifs aux droits de l'homme, l'enquête a conclu qu'il y avait des « attentes légitimes que l'ONU elle-même, lorsque son action a un impact direct sur les droits et libertés d'un individu, respecte les normes de procédure régulière ... sur lesquelles l'intéressé peut se fier ». Le fait que « les États Membres ne soient pas habilités à examiner les noms des personnes et des entités spécifiées par le comité responsable du Conseil de sécurité, dans le but de déterminer leur nécessité d'être sanctionnées » signifie que les personnes ciblées doivent exprimer leurs droits devant le conseil.
Le 19 décembre 2006, le Conseil de sécurité a adopté la résolution 1730 établissant une procédure de radiation par laquelle ceux qui se trouvaient sur la liste pouvaient demander au comité d’examiner leur cas. Lors de la rencontre, l'ambassadeur de France a déclaré que l'inadéquation des procédures avait affecté l'efficacité des sanctions, et l'ambassadeur du Qatar a déclaré que la résolution n'allait pas assez loin en ce qui concerne les normes et standards juridiques.
La procédure d'inscription est également restée opaque jusqu'au 22 décembre 2006, date à laquelle le Conseil de sécurité a adopté la résolution 1735 qui contenait une série de formulaires que les pays devaient remplir afin d'inscrire sur la liste les noms de personnes et d'entités ayant des liens avec les talibans.
Tout au long de sa période de fonctionnement, le Comité du Conseil de sécurité a publié des communiqués de presse chaque fois qu’il modifiait la liste. Il s'agissait parfois de personnes détenues en prison dans des endroits comme l'Allemagne.
Lorsque les sanctions ont été réaffirmées par la résolution 1822 (de 2008), l'ambassadeur du Costa Rica s'est dit préoccupé par le fait que la procédure d'inscription et de radiation de la liste n'était toujours pas conforme aux normes internationales de procédure régulière.
Dans le rapport de synthèse soumis au Conseil, des recommandations ont été faites pour améliorer l'accessibilité du site internet des sanctions, "par exemple, en introduisant des fils RSS, une carte du site Web et une fonction de recherche interne".

## Personnes soumises à des sanctions
- Ezatullah Haqqani (en) - le vice-ministre du Plan des talibans
- Ahmed Yusuf - Un citoyen suédois d'origine somalienne a été inscrit sur la liste en raison de son affiliation au réseau de virement bancaire Al-Barakat (en). Retiré de la liste le 24 août 2006 lorsque toutes les accusations ont été abandonnées.
- Mohamed Moumou - Citoyen suédois d'origine marocaine ajouté à la liste le 7 décembre 2006, ajouté à la demande des États-Unis.
- Sa'ad Al-Faqih (en) - Dissident saoudien, vivant peut-être à Londres, ajouté à la liste en décembre 2004
- Al Haramein - Un front caritatif basé en Arabie Saoudite pour al-Qaïda, dont beaucoup de membres sont dans le camp de détention de Guantanamo Bay. Listé en septembre 2004.
- Abdul Majeed al-Zindani (en) - Chercheur universitaire yéménite, ajouté à la liste en février 2004.
- Khalid al-Fawwaz (en) - Un ressortissant saoudien retenu captif à Londres, extradé par la suite vers les États-Unis et reconnu coupable d'avoir conspiré lors des attentats à la bombe contre l'ambassade des États-Unis en 1998.
- Ali Sayyid Muhamed Mustafa al-Bakri (en) - Ancien membre du Jihad islamique égyptien, probablement toujours en Afghanistan
- Hani al-Sibai (en) - Égyptien vivant à Londres, ajouté en septembre 2005 à la demande du gouvernement égyptien.
- Abousfian Abdelrazik (en) - Un citoyen soudano-canadien, ajouté à la liste à la demande des États-Unis sans explication, débarrassé à plusieurs reprises de ses liens terroristes, reste sur la liste.
- Anwar al-Awlaki - Citoyen yéméno-américain, lié à divers complots terroristes et à Al-Qaïda[44]
- Maulvi Ahmad Jan Akhund - Ministre et gouverneur de la province de l'Afghanistan dirigé par les talibans, expert financier et logistique pour le réseau Haqqani, et leader de Quetta Shura (en)[45].

### 2010
Le 27 janvier 2010, le comité des sanctions des Nations unies a radié cinq anciens hauts responsables talibans de sa liste des membres d'Al-Qaïda et des talibans dans une démarche favorisée par le président afghan Karzai. La décision signifie que les cinq ne sont plus soumis à l'interdiction internationales de voyager, au gel des avoirs et à l'embargo sur les armes. Les cinq hommes étaient tous des membres de haut rang de l'ancien émirat islamique d'Afghanistan :
- Wakil Ahmed Muttawakil (en), ancien ministre des Affaires étrangères.
- Fazal Mohammad (en), ancien sous-ministre du commerce.
- Shams-us-Safa Aminzai, ancien attaché de presse des affaires étrangères des talibans.
- Mohammad Musa Hottak, ancien sous-ministre de la planification.
- Abdul Hakim Munib (en), ancien sous-ministre des affaires frontalières.

Tous avaient été ajoutés à la liste en janvier ou février 2001.

## Bureaux nationaux responsables de la mise en œuvre
Au Royaume-Uni, le régime de sanction a été mis en œuvre par le biais de la Financial Sanctions Unit (en) de la Banque d'Angleterre. Un certain nombre d'individus et leurs familles ont été affectés par les mesures.
Aux États-Unis, l'organisme responsable est l'Office of Foreign Assets Control du département du Trésor des États-Unis.